# Arena Riga
L'Arena Riga, alternativamente Xiaomi Arena (in lettone Xiaomi Arēna), è un'arena coperta di Riga in Lettonia.

## Funzione
È utilizzato principalmente per hockey su ghiaccio, pallacanestro e concerti. La Riga Arena può contenere 14.500 persone ed è stata completata nel 2006. È stata costruita per essere usata come uno dei luoghi per il Campionato mondiale di hockey su ghiaccio 2006, ma è stata usata anche per il Campionato europeo femminile di pallacanestro 2009.
Ospita le partite casalinghe della Lettonia.
Dal 2014 si gioca il torneo di snooker Riga Masters.

## Partite importanti disputate
- Finale Campionato mondiale di hockey su ghiaccio 2006
 Rep. Ceca 0 - 4  Svezia Il 21 maggio 2006
- Finale Campionato europeo femminile di pallacanestro 2009
 Russia 53 - 57  Francia Il 20 giugno 2009

## Concerti
- 2Cellos
- Thirty Seconds to Mars
- A-ha
- Alla Pugacheva
- Apocalyptica
- Avril Lavigne
- Backstreet Boys
- Björk
- Bonnie Tyler
- Chris Norman
- Chris Rea
- Combichrist
- Deep Purple
- Depeche Mode
- Dmitri Hvorostovsky
- Elton John
- Enrique Iglesias
- Eros Ramazzotti
- Faithless
- Glenn Miller Orchestra
- Gojira
- Gotan Project
- Gregorian
- Iron Maiden
- James Blunt

- James Brown
- Jean-Michel Jarre
- Katie Melua
- KISS
- Korn
- Kylie Minogue
- Lenny Kravitz
- Limp Bizkit
- Linkin Park
- Lou Reed
- Mariah Carey
- Marilyn Manson
- Metallica
- Mika
- Mireille Mathieu
- Muse
- Nazareth
- Ozzy Osbourne
- Patricia Kaas
- Pet Shop Boys
- Pink
- Placebo
- Brainstorm
- Queen + Paul Rodgers

- R.E.M.
- Rammstein
- Rihanna
- Ringo Starr & His All-Starr Band
- Scorpions
- Seal
- Sex Pistols
- Sigur Rós
- Simply Red
- Sofia Rotaru
- Smokie
- Suzi Quatro
- Sting
- Tiësto
- Tokio Hotel
- Toto Cutugno
- Vanessa-Mae
- We Are Scientists
- Verka Serduchka
- Vitas

## Galleria d'immagini

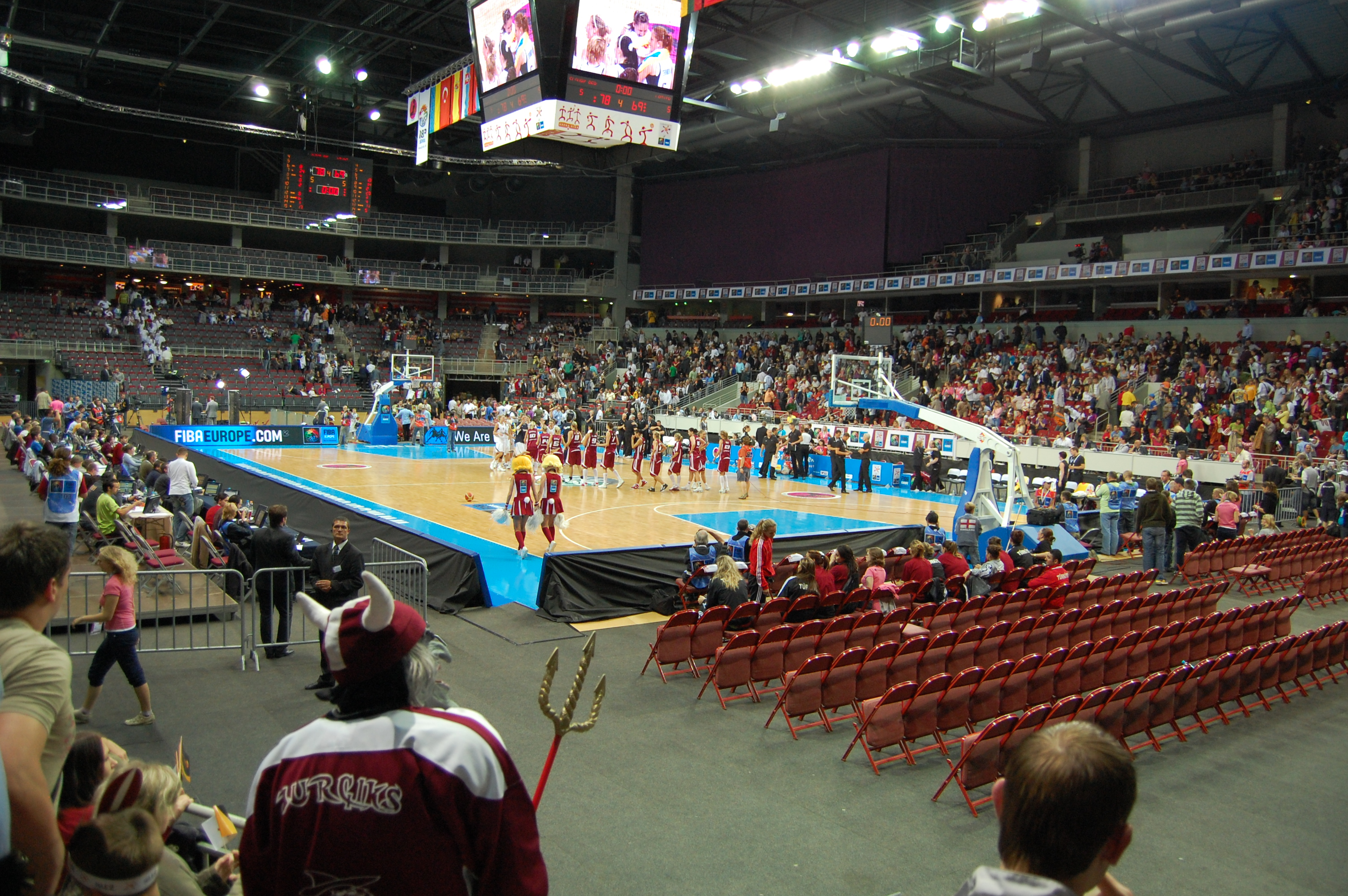
Arena Riga Eurobasket Women 2009
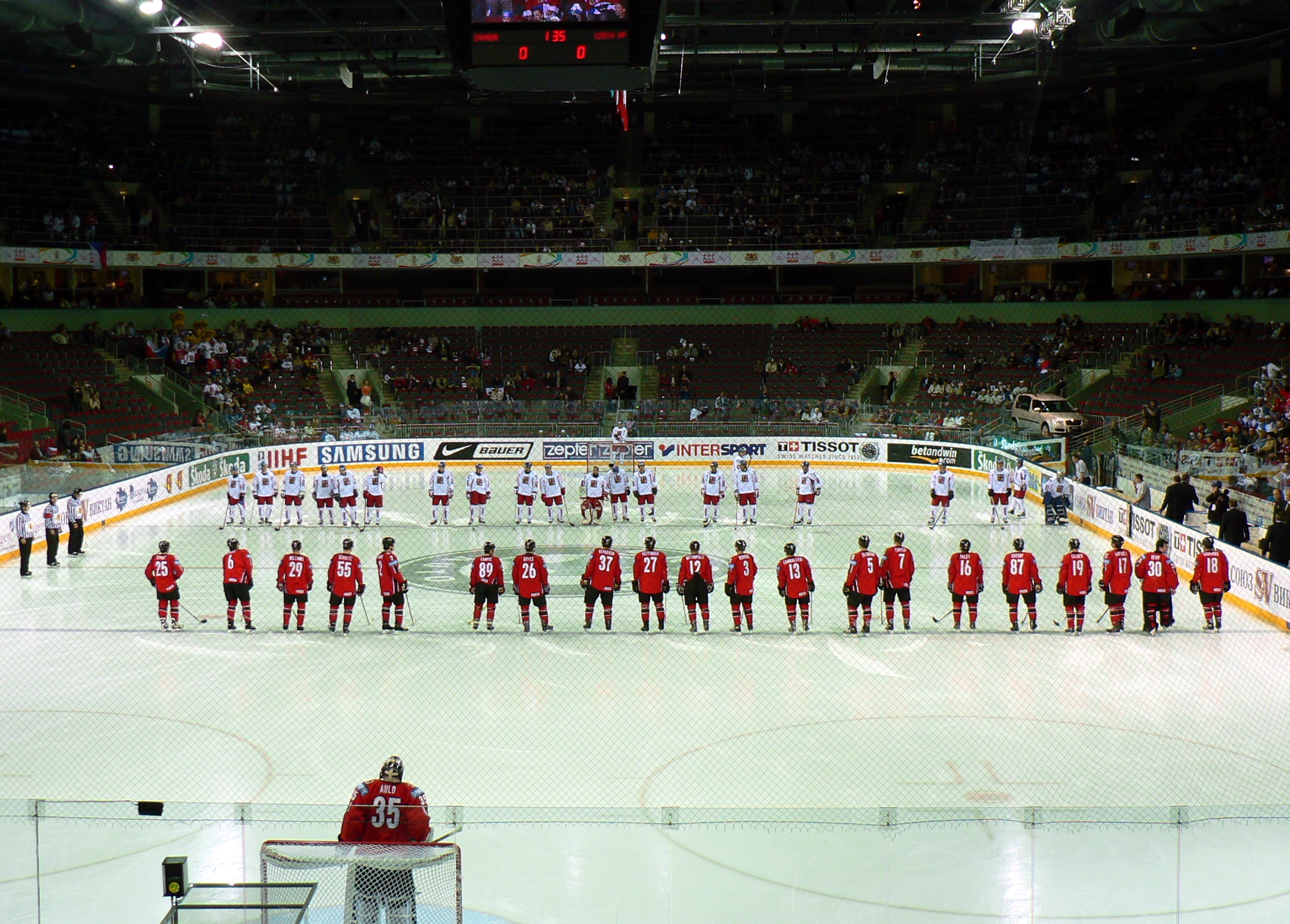
Arena Riga CAN-CZE-2006-05-14
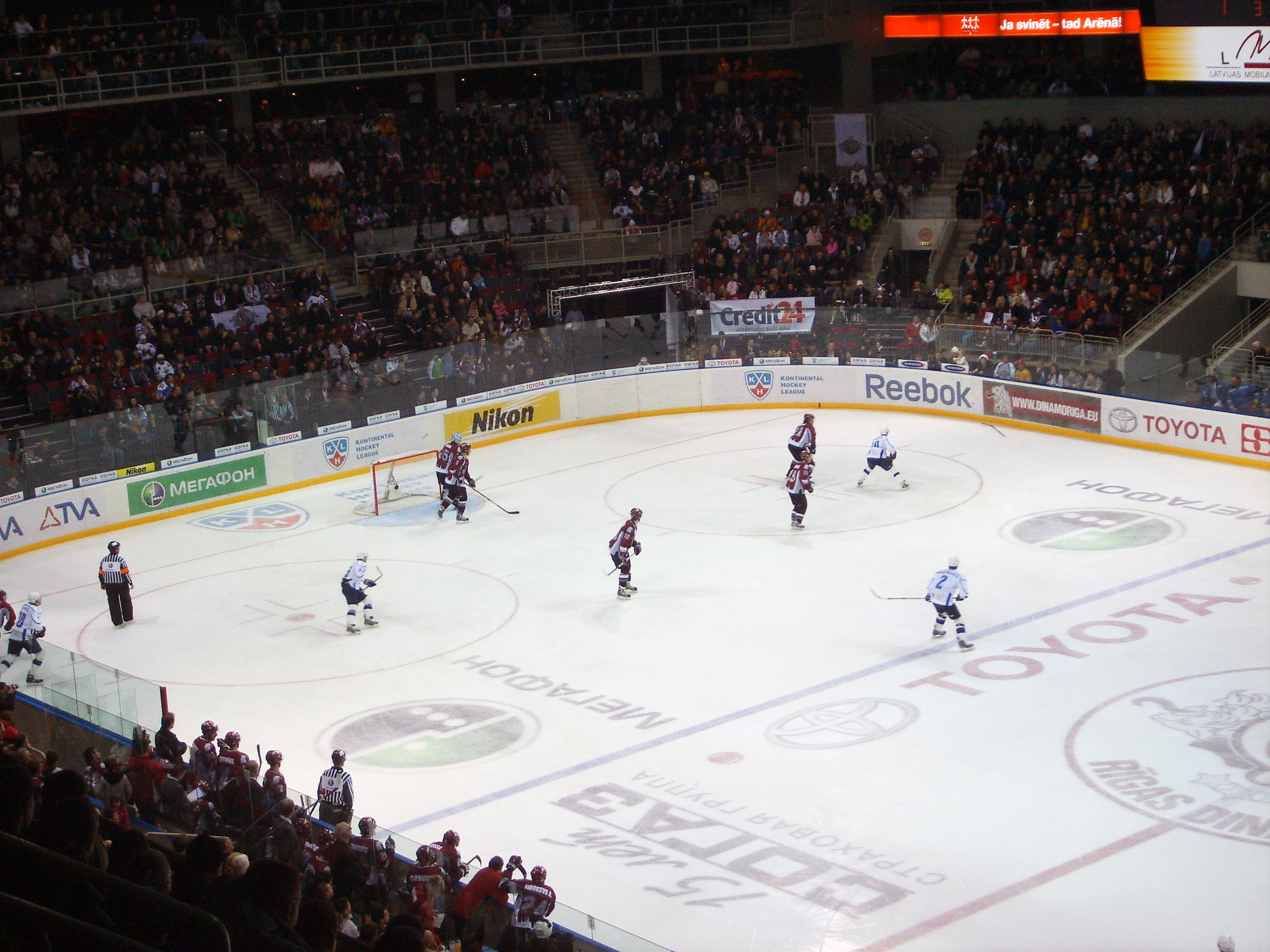
Dinamo Riga - Barys Astana 2008-12-28